# Shahrestān-e Robāţ Karīm
Shahrestān-e Robāţ Karīm (persiska: شهرستان رباط كريم, Shahrestān-e Robāţ-e Karīm, رباط كريم) är en delprovins (shahrestan) i Iran.   Den ligger i provinsen Teheran, i den norra delen av landet, 40 km sydväst om huvudstaden Teheran.
Delprovinsen hade 291 516 invånare 2016.